# Sudão nos Jogos Olímpicos de Verão de 2016
O Sudão compete nos Jogos Olímpicos de Verão de 2016 no Rio de Janeiro, Brasil, entre 5 e 21 de agosto de 2016.

## Atletismo
Os atletas sudaneses conseguiram qualificação nos seguintes eventos de atletismo (até um máximo de 3 atletas em cada evento):
Homens
Eventos
| Atletas        | Evento                          | Qualificatória | Qualificatória | Semifinal | Semifinal | Final     | Final |
| Atletas        | Evento                          | Resultado      | Rank           | Resultado | Rank      | Resultado | Rank  |
| -------------- | ------------------------------- | -------------- | -------------- | --------- | --------- | --------- | ----- |
| Ahmed Ali      | 200 m                           |                |                |           |           |           |       |
| Abdalla Targan | Corrida de obstáculos de 3000 m |                |                | —         | —         |           |       |

Mulheres
Eventos
| Atletas      | Evento | Qualificatória | Qualificatória | Semifinal | Semifinal | Final     | Final |
| Atletas      | Evento | Resultado      | Rank           | Resultado | Rank      | Resultado | Rank  |
| ------------ | ------ | -------------- | -------------- | --------- | --------- | --------- | ----- |
| Amina Bakhit | 800 m  | 2:07,65        | 56             |           |           |           |       |

## Judô
O Sudão recebeu um convite da Comissão Tripartite para enviar uma judoca para competir na categoria peso-médio masculino (90 kg) para os Jogos Olímpicos, o que significa o retorno do país ao esporte pela primeira vez desde as Olimpíadas de 1992.
| Atleta                | Evento              | Primeira fase        | Segunda fase         | Oitavas de final     | Quartas de final     | Semifinais           | Repescagem           | Final / MB           | Final / MB |
| Atleta                | Evento              | Adversário Resultado | Adversário Resultado | Adversário Resultado | Adversário Resultado | Adversário Resultado | Adversário Resultado | Adversário Resultado | Rank       |
| --------------------- | ------------------- | -------------------- | -------------------- | -------------------- | -------------------- | -------------------- | -------------------- | -------------------- | ---------- |
| Iszlam Monier Suliman | Até 90 kg masculino | Bye                  | USA Brown 0          |                      |                      |                      |                      |                      |            |

## Natação
O Sudão recebeu um convite de universalidade da FINA para enviar dois nadadores (um masculino e um feminino) para os Jogos Olímpicos.
| Atleta          | Evento                    | Qualificatória | Qualificatória | Semifinal | Semifinal | Final | Final |
| Atleta          | Evento                    | Tempo          | Rank           | Tempo     | Rank      | Tempo | Rank  |
| --------------- | ------------------------- | -------------- | -------------- | --------- | --------- | ----- | ----- |
| Abdelaziz Ahmed | 50 metros livre masculino |                |                |           |           |       |       |
| Haneen Ibrahim  | 50 metros livre feminino  |                |                |           |           |       |       |